# Romina Yan
Romina Yankelevich, conosciuta come Romina Yan (Buenos Aires, 5 settembre 1974 – San Isidro, 28 settembre 2010), è stata un'attrice, ballerina e cantante argentina, scomparsa all'età di 36 anni a seguito di un attacco cardiaco..

## Biografia
Nasce nel 1974 dal produttore Gustavo Yankelevich, di lontane origini bulgare, e l'attrice italo-argentina Cris Morena. Ha un fratello di nome Tomás Yankelevich, regista televisivo. Romina appartiene alla quarta generazione degli Yankelevich conosciuti per l'operato in televisione e di provenienza ebrea-bulgara. Il bisnonno, Jaime Yankelevich, è considerato uno dei fondatori della televisione argentina. Ha sofferto di anoressia.
Romina debutta sugli schermi televisivi nel 1991 come ballerina nel programma Jugate conmigo per la prima e la seconda stagione, quest'ultima prodotta l'anno successivo; condotto e prodotto dalla madre. Nel 1994 esordisce come attrice nella serie Mi cuñado come Lorena Picabea e successivamente nella miniserie Quereme nel ruolo di Sol Iturbe. Dal 1995 al 1998 recita come protagonista in Chiquititas. Sempre come protagonista, recita in Amor mío, B&B, Jake e Blake, sempre ideati e prodotti dalla madre. Recita anche nella 3 stagione di Teen Angels nel ruolo della hacker Ariel. Sempre nel ruolo di protagonista recita in Tiempo final, Provócame e Abre tu ojos.

### Vita privata
Il 27 novembre 1998 si sposa con il produttore Darío Giordano. Hanno tre figli, Franco, nato nel 2000, Valentín, nato nel 2002 e Azul nata nel 2006.

### La morte
Il 28 settembre 2010 viene colpita da un aneurisma e viene ricoverata all'Ospedale Centrale di San Isidro verso le 16:30. Fino alle 17:25 si è provato varie volte la rianimazione, ma l'attrice muore. Il corpo viene sepolto nel cimitero di Pilar.
In ricordo, la madre scrisse una frase nell'ultimo episodio di Teen Angels dedicata alla figlia:
Il decesso della ballerina ha suscitato molto scalpore nel mondo dei media.
Nel dicembre 2011 è stato creato un reparto pediatrico nell'Ospedale di Bolívar e uno studio del produttore Marcelo Tinelli di Ideas del Sur, è stato intitolato a Romina.

### Commemorazione
Il 5 settembre 2018 la madre e il padre di Romina hanno organizzato uno spettacolo al Teatro Gran Rex intitolato ViveRo: Noche de sueños al quale hanno partecipato tutti gli artisti che hanno lavorato con lei.

## Filmografia

### Cinema
- Chiquititas: Rincón de luz, regia di José Luis Mazza (2001)
- Horizontal/Vertical, regia di Nicolás Tuozzo (2009)

### Televisione
- Jugate conmigo – programma TV (1991-1993)
- Quereme – serial TV (1994)
- Mi cuñado – miniserie TV (1994)
- Chiquititas – serial TV (1995-1998)
- Tiempo final – serial TV (2000)
- Provócame – telenovela (2001-2002)
- Playhouse Disney – programma TV (2002-2008)
- Abre tus ojos – serial TV (2003-2004)
- Amor mío – serial TV (2005)
- B&B – serial TV (2008)
- Teen Angels (Casi Ángeles) – serial TV (2009)
- Jake e Blake – serial TV (2010)

## Discografia

### Colonne sonore
- 1991 – Jugate conmigo vol 1
- 1992 – Jugate conmigo vol 2
- 1995 – Chiquititas
- 1996 – Chiquititas vol 2
- 1997 – Chiquititas vol 3
- 1997 – Chiquititas especial de Navidad
- 1998 – Chiquititas vol 4
- 1999 – Chiquititas Grandes Éxitos
- 2000 – Playhouse Disney
- 2006 – Playhouse Disney vol 3
- 2008 – B&B

## Teatro
- Jugate conmigo (1992)
- Chiquititas (1995-1998)
- Algo en común (2010)